# Franz Weber (Orgelbauer)

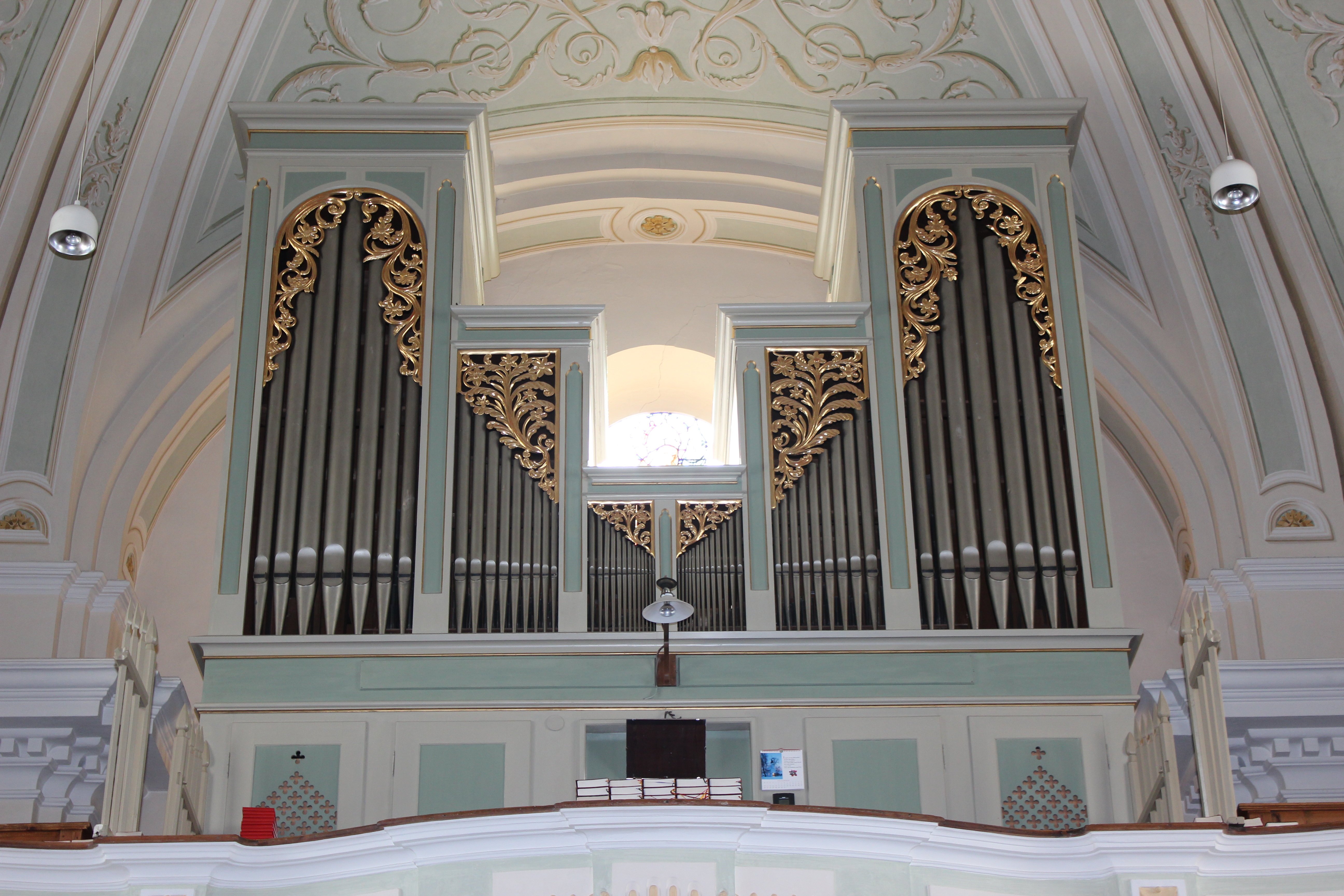
Pfarrkirche Außervillgraten

Franz Weber (* 1. Juli 1825 in Oberperfuss; † 15. April 1914 ebendort) war ein österreichischer Orgelbauer.

## Leben
Franz Weber lernte bei seinem Vater Mathias Weber und übernahm 1848 nach dessen Tod die Orgelbauwerkstatt. Sein erstes eigenes Orgelwerk entstand 1848 für die Kirche in Mathon im Paznauntal. Im Frühjahr 1852 war er bei Joseph Pröbstl in Füssen und lernte dort das Orgelbau-Lehrwerk Johann Gottlob Töpfers kennen. In einem Bericht zur Fertigstellung der Orgel (1855) für die Pfarrkirche Bruneck im Pustertal ist zu lesen, dass Weber die von seiner Studienreise in Deutschland kennengelernten Neuerungen und technischen Verbesserungen eingebracht hatte.

## Werk
Hauptsächlich baute er Orgeln für das Gebiet Oberinntal samt Nebentälern, weiters im Außerfern, in Innsbruck und Umgebung, im Zillertal, in Osttirol, in Südtirol im Stubaital, Wipptal und Pustertal, auch in Vorarlberg, Salzburg und Oberbayern.
Weber hielt als Letzter der Tiroler Orgelbauer an der Schleiflade fest.

## Orgeln
| Jahr                   | Ort                              | Gebäude                               | Bild | Manuale | Register | Bemerkungen                                                                                                   |
| ---------------------- | -------------------------------- | ------------------------------------- | ---- | ------- | -------- | --- |
| 3. Viertel des 19. Jh. | Jerzens                          | Pfarrkirche Jerzens                   |      | I/P     | 12       | Brüstungsorgel. S. 377.                                                                                       |
| 2. Hälfte des 19. Jh.  | Zams-Falterschein                | Expositurkirche Falterschein          |      | I/P     | 6        | S. 891. |
| 1855                   | Bruneck                          | Pfarrkirche Bruneck                   |      | II/P    | 32       | [ 2 ] |
| 1857                   | Pfalzen                          | St. Cyriakus                          |      | I/P     | 16       | 1868: Zubau eines Unterwerks 21/II/P                                                                          |
| 1858                   | Sterzing                         | St. Margareth                         |      | I/P     | 12       | |
| 1860                   | Fließ-Piller                     | Kaplaneikirche                        |      | I/P     | 12       | S. 255. |
| 1860                   | Mils bei Imst                    | Pfarrkirche Mils bei Imst             |      | I/P     | 12       | S. 533. |
| 1860                   | Tobadill                         | Pfarrkirche Tobadill                  |      | I/P     | 14       | S. 814. |
| 1860/1863              | Pfaffenhofen                     | Pfarrkirche Pfaffenhofen              |      | I/P     | 12       | Einfache neugotische Orgel. S. 600.                                                                           |
| 1862/1863              | Außervillgraten                  | Pfarrkirche Außervillgraten           |      | II/P    | 19       | S. 181. |
| 1862                   | Ried im Oberinntal               | Pfarrkirche Ried im Oberinntal        |      | I/P     | 12       | Orgel von Johann Cronthaler (1733), Pedal von Weber (1862), restauriert von Reinisch-Pirchner (1979). S. 648. |
| 1864                   | Tannheim                         | Pfarrkirche Tannheim                  |      | II/P    | 26       | Gehäuse von Weber (1864), Werk von Franz (II) Reinisch (1898). 1909 umgebaut. S. 782.                         |
| 1864                   | Elbigenalp                       | Pfarrkirche Elbigenalp                |      | II/P    | 18       | [ 3 ] |
| 1865                   | Telfes im Stubai                 | Pfarrkirche Telfes                    |      | II/P    | 24       | Orgel von Weber (1865) mit neugotischem Gehäuse. S. 789.                                                      |
| um 1867                | Elbigenalp                       | Pfarrkirche Elbigenalp                |      | I/P     | 18       | Das Gehäuse wurde 1966/1967 verändert. S. 234.                                                                |
| 1867                   | Galtür                           | Pfarrkirche Galtür                    |      | I/P     | 14       | Verändert. S. 275.                                                                                            |
| 1867                   | Oberperfuss                      | Pfarrkirche Oberperfuss               |      | II/P    | 23       | Hauptgehäuse. Dekor 1967 reduziert. Brüstungspositiv von Reinisch-Pirchner (1967). S. 581.                    |
| 1867                   | Schröcken                        | Pfarrkirche Schröcken                 |      | I/P     | 9        | 1873 von Anton Behmann gering verändert. S. 369.                                                              |
| 1869                   | Fließ                            | Neue Pfarrkirche hl. Barbara          |      | II/P    | 26       | S. 254. |
| 1870                   | Hatting                          | Pfarrkirche Hatting                   |      | I/P     | 13       | Verändert. S. 366.                                                                                            |
| 1871                   | Kappl-Langesthei                 | Pfarrkirche Langesthei                |      | I/P     | 10       | Brüstungsorgel, 1973 verändert. S. 389.                                                                       |
| 1871                   | Kaunertal-Feichten               | Pfarrkirche Feichten                  |      | I/P     | 12       | Verändert. S. 399.                                                                                            |
| 1871                   | Landeck                          | Pfarrkirche Landeck-Mariä Himmelfahrt |      | II/P    | 23       | Neugotisches Doppelgehäuse. Werk Reinisch-Pirchner (1977). S. 457.                                            |
| 1871                   | Rietz                            | Antoniuskirche                        |      | I/P     | 13       | S. 652. |
| 1871                   | Unterperfuss                     | Filialkirche Unterperfuss             |      | I/P     | 8        | S. 833. |
| 1871                   | Wildermieming                    | Pfarrkirche Wildermieming             |      |         |          | Orgel in neubarockem Gehäuse. S. 883.                                                                         |
| 1872                   | Silz                             | Pfarrkirche Silz                      |      | II/P    | 25       | S. 737. 1991 mit Orgelbau Pirchner erneuertes Werk.                                                           |
| 1873                   | Salzburg-Leopoldskron-Moos       | Pfarrkirche Leopoldskron-Moos         |      | I/P     | 10       | Orgel mit neugotischem Prospekt. S. 686.                                                                      |
| 1875                   | Flaurling                        | Pfarrkirche Flaurling                 |      | II/P    | 20       | S. 250. |
| 1883                   | Kaunertal-Kaltenbrunn            | Wallfahrtskirche Kaltenbrunn          |      | II/P    | 23       | Pfeifen teils von Johannes Cronthaler. S. 401.                                                                |
| 1884                   | Innsbruck                        | Ehemalige Ursulinenkirche             |      |         |          | Orgel von Josef Sies (1875/1877), Franz Weber (1884). S. 49.                                                  |
| 1885                   | Innsbruck-Mariahilf-St. Nikolaus | Pfarrkirche St. Nikolaus              |      | II/P    | 23       | Orgelgehäuse von Franz Weber (1885), Orgelwerk Karl Reinischs Erben (1946). S. 37.                            |
| um 1885                | Nesselwängle                     | Pfarrkirche Nesselwängle              |      | I/P     | 12       | Brüstungsorgel. Verändert. S. 560.                                                                            |
| 1886                   | Hall in Tirol                    | Jesuitenkirche Hall in Tirol          |      | I/P     | 12       | S. 310.Gehäuse und einige Pfeifen erhalten, Prospektpfeifen zerstört. Zurzeit unspielbar.                     |
| 1887                   | Pettnau-Oberpettnau              | Filialkirche Oberpettnau              |      | I/P     | 6        | Mit Teilen der Vorgängerorgel. S. 596. NIcht erhalten.                                                        |
| 1887                   | Stumm im Zillertal               | Pfarrkirche                           |      | II/P    | 18       | restauriert durch Christian Erler.                                                                            |
| 1888                   | Oetz                             | Pfarrkirche Oetz                      |      | II/P    | 17       | Dekor verändert. S. 589.1980er durch Reinisch-Pirchner ersetzt.                                               |
| um 1890                | Hinterhornbach                   | Pfarrkirche Hinterhornbach            |      |         |          | Die Orgel wurde aus der Pfarrkirche Steeg hierher übertragen. S. 339.                                         |
| 1890                   | Namlos                           | Kaplaneikirche Namlos                 |      |         |          | Teile der Orgel von Balthasar Pröbstl (1865). S. 544.                                                         |
| 1891                   | Heiterwang                       | Pfarrkirche Heiterwang                |      |         |          | Orgel von Matthias Mauracher (1830), Werk von Weber (1891). S. 338.                                           |
| 1893                   | Leutasch-Kirchplatzl             | Pfarrkirche Oberleutasch              |      |         |          | S. 482. |
| 1898                   | Angath                           | Pfarrkirche Angath                    |      |         |          | Aus der Pfarrkirche Aldrans hierher übertragen. S. 156.Seit den 1960er Werk von Reinisch-Pirchner.            |
| 1900                   | Ranggen                          | Pfarrkirche Ranggen                   |      | I/P     | 15       | S. 626. |
| Anfang des 20. Jh.     | Berwang                          | Pfarrkirche Berwang                   |      |         |          | S. 192. |